# Renault Type KZ

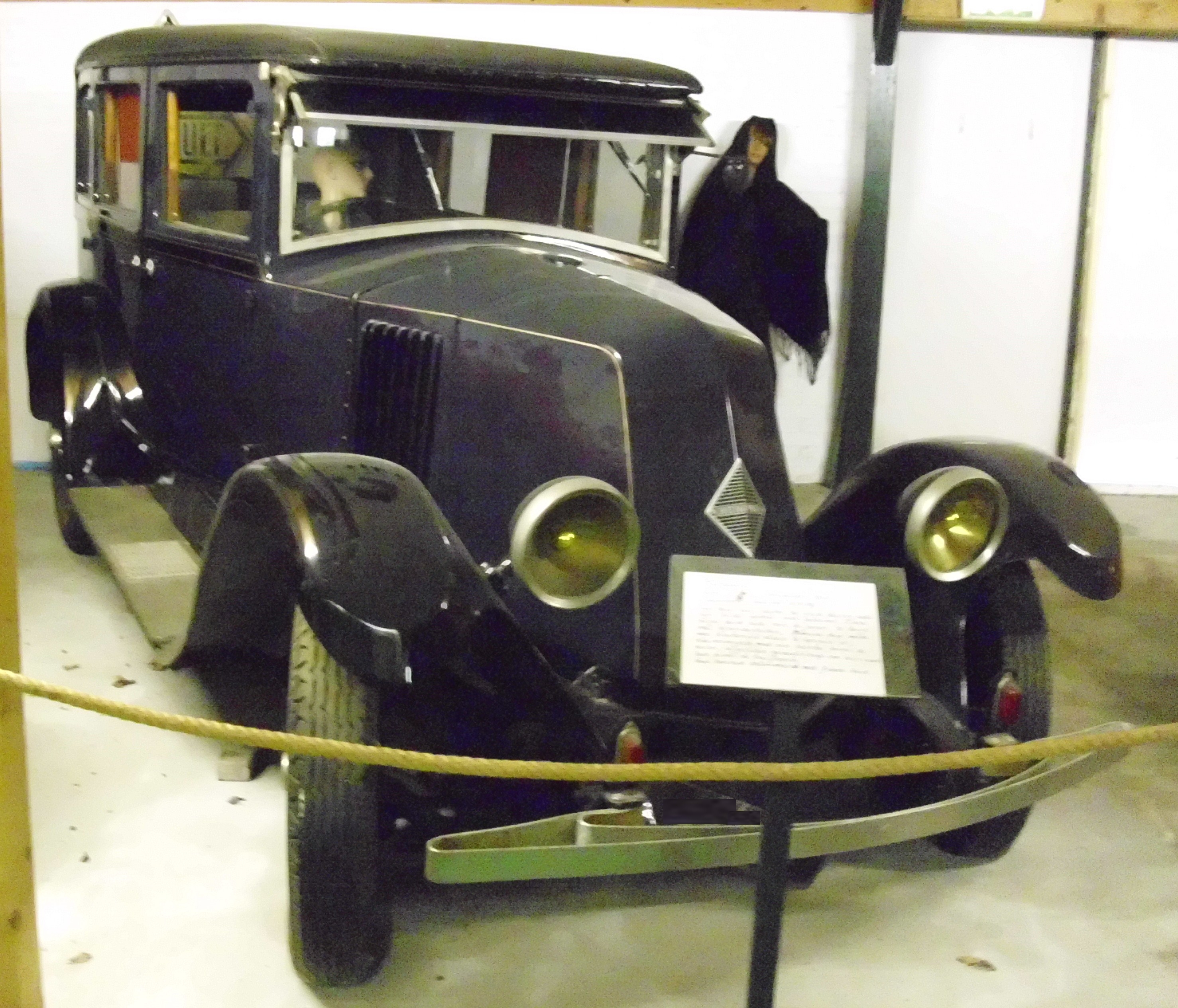
Renault Type KZ 2 Limousine

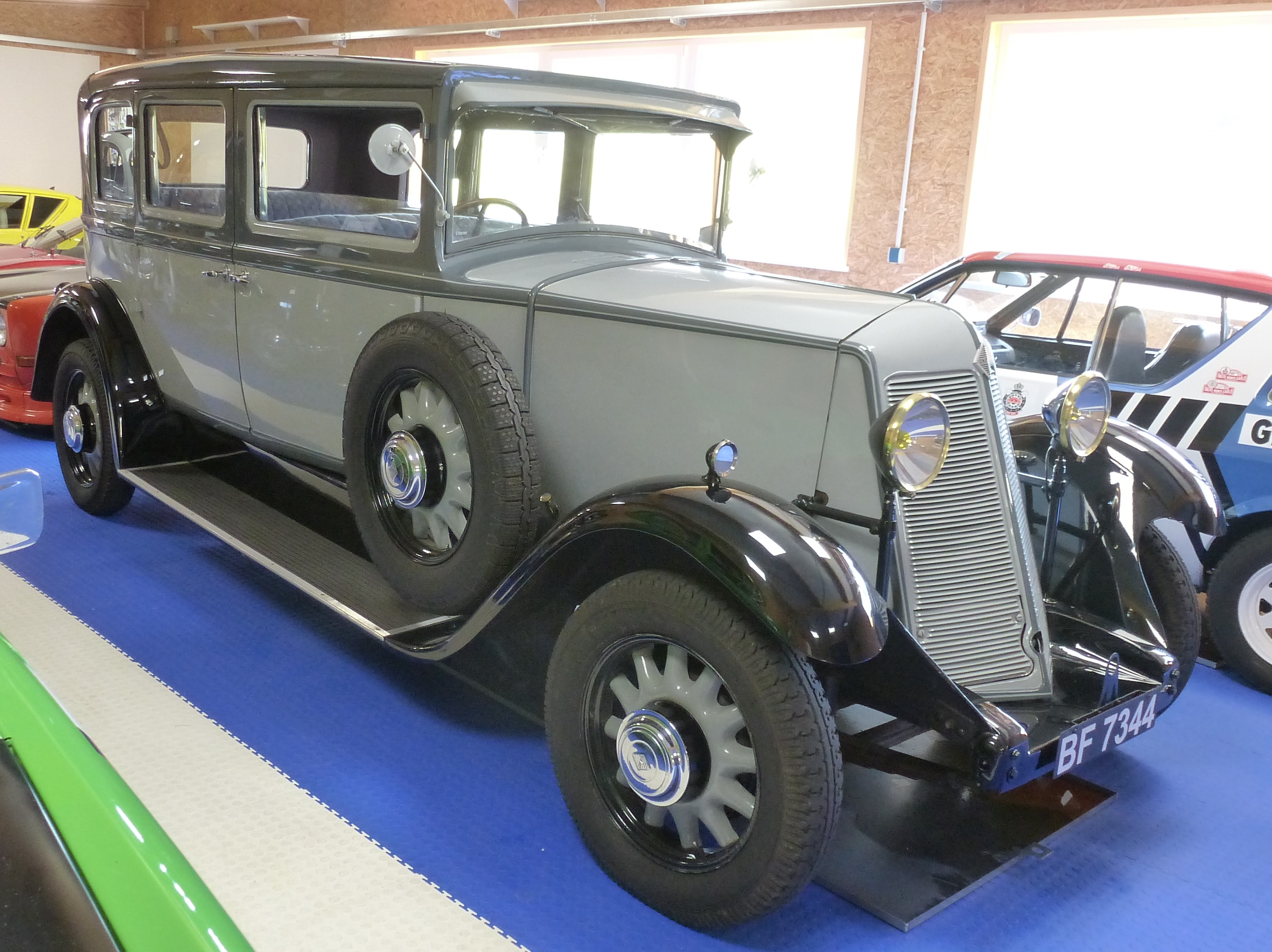
Renault Type KZ 4 (1929)

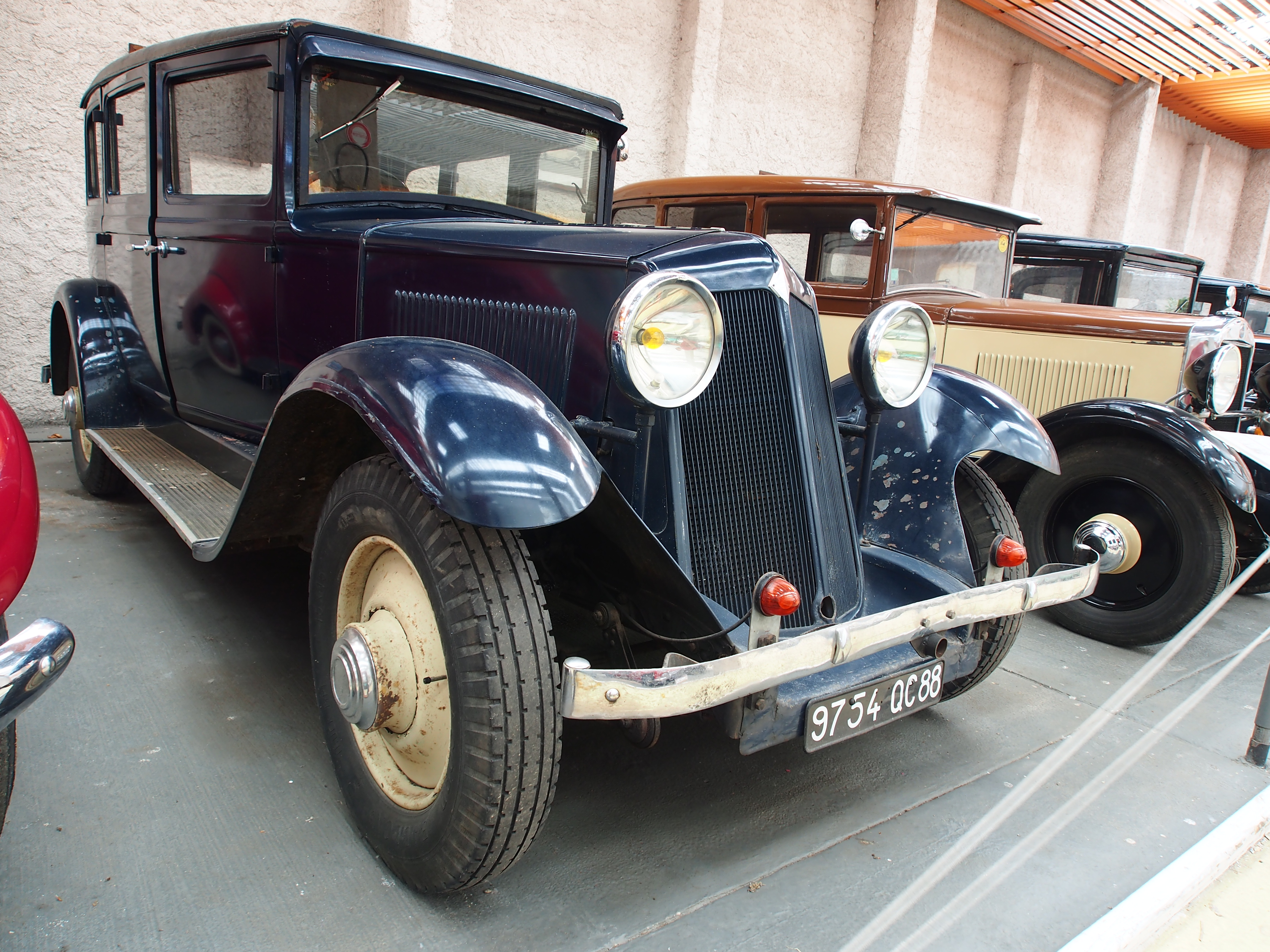
Renault Type KZ 5 Limousine (1931)

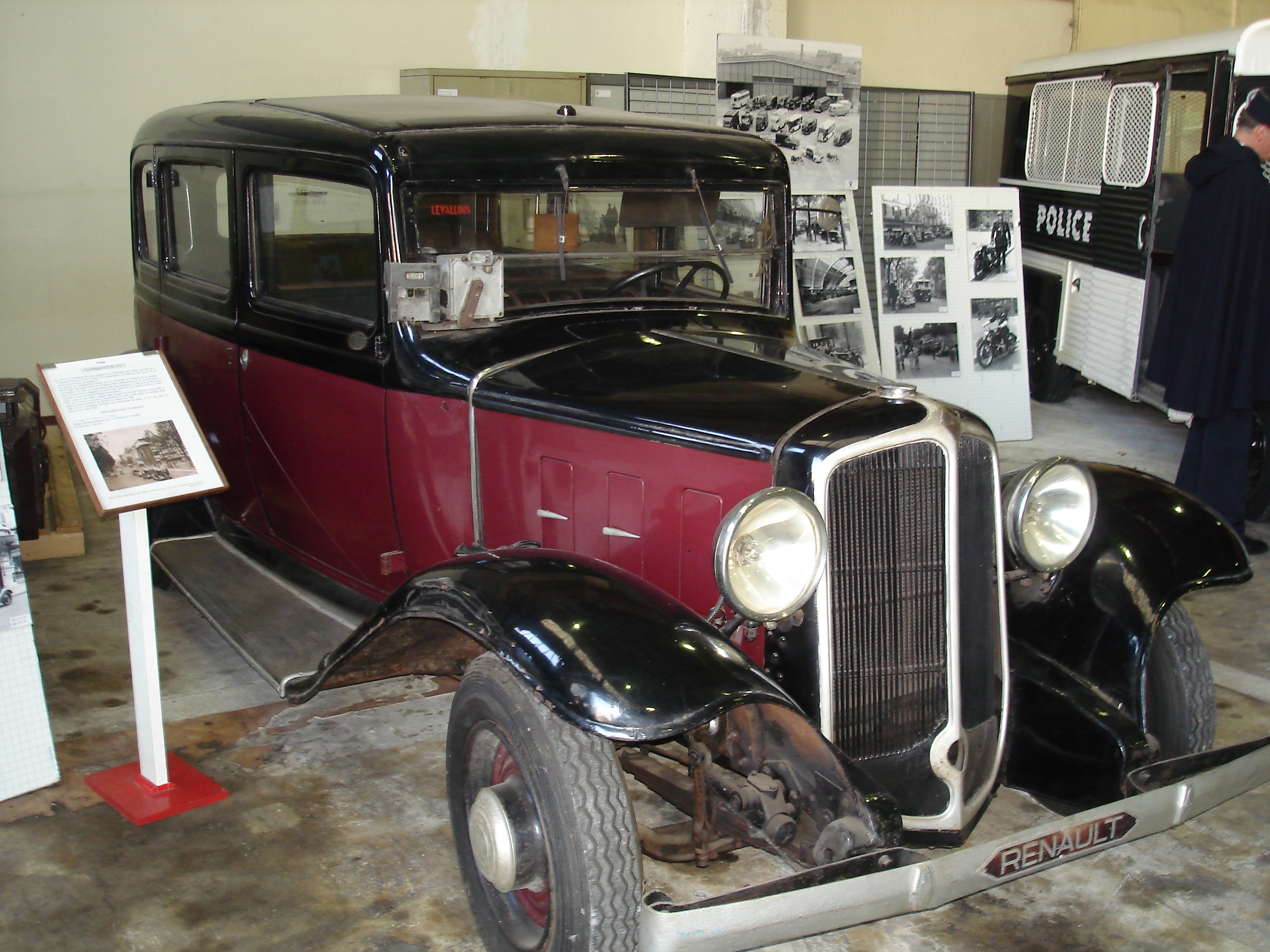
Renault Type KZ 11 (1933)

Der Renault Type KZ war ein Personenkraftwagenmodell der Zwischenkriegszeit von Renault. Er wurde auch 10 CV genannt.

## Beschreibung
Die nationale Zulassungsbehörde erteilte am 28. November 1922 ihre Zulassung. Das Modell löste die Renault Type II und Renault Type IM ab. Modellpflegen führten zu Type KZ 1, Type KZ 2, Type KZ 3, Type KZ 4 und Type KZ 5. 1931 löste der Renault Primaquatre die kurzen Versionen und der Renault Vivaquatre die langen Versionen ab. Diese beiden Modelle wurden unter richtigen Modellnamen angeboten, als Typencode wiesen sie allerdings zunächst noch Type KZ auf. Die letzte Variante stellte der Type KZ 11 von 1933 dar.
Der wassergekühlte Vierzylindermotor mit 75 mm Bohrung und 120 mm Hub hatte 2121 cm³ Hubraum. Der Kühler war in den ersten Jahren noch hinter dem Motor platziert. Im Gegensatz zu früheren Renault-Modellen war die Motorhaube genau so breit und hoch wie der Kühler. Die Motorleistung wurde über eine Kardanwelle an die Hinterachse geleitet. Die Höchstgeschwindigkeit der ersten Version war je nach Übersetzung mit 47 km/h bis 56 km/h angegeben.

### Type KZ
Die erste Ausführung blieb bis 1926 in Produktion. Bei einem Radstand von 280,8 cm und einer Spurweite von 144 cm war das Fahrzeug  zwischen 370,8 cm und 380 cm lang und 164 cm breit. Der Wendekreis war mit 13 Metern angegeben. Das Fahrgestell wog 750 kg, das Komplettfahrzeug 1320 kg. Zur Wahl standen Tourenwagen, viersitzige Limousine und Coupé-Limousine mit sechs Sitzen. Der Aufpreis für Vorderradbremsen betrug 1800 Franc, mehr als 10 % des Preises für das Fahrgestell.
Im ersten Quartal 1924 standen zwei verschieden lange Fahrgestelle bei unveränderter Spurweite zur Verfügung. Das Chassis normal mit 290,8 cm Radstand sorgte für eine Fahrzeuglänge von 385 cm und eine Fahrzeugbreite von 164 cm. Das Chassis luxe mit 301 cm Radstand ermöglichte 385,5 cm oder 405 cm Fahrzeuglänge und 170 cm Fahrzeugbreite.
Das kurze Fahrgestell wurde üblicherweise für Fahrzeuge verwendet, die geschäftlich eingesetzt wurden. Darauf entstanden Tourenwagen und Coupé-Limousinen mit sechs Sitzen, davon zwei Klappsitze entgegen der Fahrtrichtung. Für das lange Fahrgestell sind Tourenwagen Luxus, viersitzige Limousine, sechssitzige Coupé-Limousine und Taxi-Landaulet überliefert.
Im Oktober 1924 standen viersitziger Tourenwagen und Limousine im Sortiment.
1925 ergänzte der Type KZ Colonial das Sortiment. Dies war ein viersitziger Tourenwagen auf dem kurzen Fahrgestell.
Im Dezember 1925 gab es viersitzige Tourenwagen, viersitzige Luxus-Tourenwagen und Limousine.

### Type KZ 1
Die Modellpflege 1926 brachte erstmals einen neuen Typencode. Die Motorhaube war geringfügig anders geformt. Auffallend war das neue Renault-Emblem in Form einer Raute, während zuvor ein rundes Emblem verwendet wurde. Laut einer Quelle waren die vorderen Kotflügel nun rund, während eine andere Quelle noch eine Karosserie von Manessius mit den alten, lang auslaufenden Vorderkotflügeln zeigt. Die Fahrzeugmaße blieben unverändert. Das kurze Fahrgestell stellte im Oktober 1926 die Basis für normale Tourenwagen, Tourenwagen Colonial, Limousine mit fester Karosserie und Landaulet-Taxi. Auf dem langen Fahrgestell gab es Luxus-Tourenwagen, Limousine mit leichter Karosserie nach Weymann-Art und zweisitzige Roadster.

### Type KZ 2
Die Modellpflege 1927 brachte als optisches Unterscheidungsmerkmal Stoßstangen vorne und hinten. Nun wurde eine Einscheibentrockenkupplung eingesetzt. Die Behörden stuften das Fahrzeug als 11 CV ein, Renault dagegen behielt den Namen 10 CV bei. Das kurze Fahrgestell wird nicht mehr erwähnt. Bei einem Radstand von 301 cm war das Fahrzeug 425 cm lang und 165 cm breit. Das Gewicht betrug 1650 kg. Im Oktober 1927 standen viersitziger Tourenwagen und Limousine im Sortiment.

### Type KZ 3
Die Modellpflege 1928 brachte ein etwas niedrigeres Fahrgestell und eine Banjoachse im Heck. Das Werkzeug war nun unterhalb des Fahrersitzes platziert und nicht mehr auf beide Seiten der Karosserie verteilt, die von außen durch Klappen unterhalb der Türen zugänglich waren. Überliefert sind fünfsitziger Tourenwagen normal und Luxus, fünfsitzige Limousine, Cabriolet mit zwei bis drei Sitzen, fünfsitzige Limousine normal und Luxus sowie siebensitzige Pullman-Limousine.
Anfang 1929 ergänzte der Commerciale für geschäftliche Zwecke das Sortiment. Dies war eine viertürige Limousine mit sechs Seitenfenstern und möglicherweise einer weiteren Tür im Heck, die Zugang zum Innenraum bot. Die Verkäufe blieben gering.

### Type KZ 4
Die Modellpflege 1929 brachte als wesentliche Veränderung, dass der Kühler vorne vor dem Motor platziert war. Der Kühlergrill war leicht schräg gestellt. Die Seiten der Motorhaube wiesen keine Lüftungsschlitze auf. Die Spurweite betrug vorne 144 cm und hinten 145,4 cm. Zur Wahl standen zwei verschieden lange Fahrgestelle mit 310,7 cm bzw. 334,7 cm. Die Fahrzeuge waren 440 cm lang und 170 cm breit. Das Leergewicht betrug 1650 kg. Im Angebot standen fünfsitzige Tourenwagen, fünfsitzige Limousine normal und Luxus, siebensitzige Limousine normal und Luxus, eine weitere fünfsitzige Limousine Luxus, ein Torpedo commercial sowie eine Geschäftslimousine, die den Zugang zum Innenraum vom Heck her ermöglichte. Ein erhaltenes Fahrzeug ist im Speedtreibhaus in Eschenfelden ausgestellt.

### Type KZ 5
Die Modellpflege 1930 brachte als optisches Unterscheidungsmerkmal 24 vertikale Lüftungsschlitze in beiden Seiten der Motorhaube. Anstelle einer vorderen Sitzbank gab es zwei Einzelsitze. Folgende Ausführungen sind überliefert: Fünfsitziger Tourenwagen, Torpedo commerciale, Geschäftslimousine (ohne Stoßstangen), Taxi-Landaulet; auf Basis des kurzen Radstandes fünfsitzige Limousine (gegen Aufpreis mit Kofferraum) und siebensitzige Limousine; auf Basis des langen Radstandes fünfsitzige Limousine und siebensitzige Limousine.

### Type KZ 11
Diese Variante erschien im April 1933. Die Basis stellte der Renault Vivaquatre Type KZ 9. Die Spurweite von 144 cm vorne und 145,4 cm hinten entsprach dem Type KZ 5. Von dieser Ausführung war das Modell durch drei Lüftungsklappen in beiden Seiten der Motorhaube zu unterscheiden. Bei einem Radstand von 289,3 cm waren die Fahrzeuge 430 cm lang und 177 cm breit. Überliefert ist nur die Karosserieform Limousine. Abnehmer waren die Pariser Taxi-Gesellschaften Kermina Métropole (G 2), Compagnie Générale des Voitures à Paris (G 3) und Compagnie Française des Automobiles de Place (G 7). Insgesamt entstanden etwa 2400 Exemplare dieses Taxis. Die letzten wurden bis 1959 eingesetzt.

## Preise
Die folgenden Preise sind überliefert (Angaben in Franc):
| Ausführung                                            | Type KZ (1922) | Type KZ (Oktober 1923) | Type KZ (Oktober 1924) | Type KZ (Dezember 1925) | Type KZ 1 (Oktober 1926) | Type KZ 2 (Oktober 1927) | Type KZ 4 (Juni 1930) | Type KZ 5 (1930) | Type KZ 5 (Anfang 1931) |
| ----------------------------------------------------- | -------------- | ---------------------- | ---------------------- | ----------------------- | ------------------------ | ------------------------ | --------------------- | ---------------- | ----------------------- |
| Fahrgestell                                           | 19.000         |                        |                        |                         | 24.850–26.050            | 21.500                   |                       | 19.700–21.100    |                         |
| Torpedo                                               | 22.000         | 20.300–22.500          | 22.500                 | 23.500–25.800           | 28.350–33.150            | 24.550                   | 23.100                | 24.500           | 21.100                  |
| Torpedo commercial                                    |                |                        |                        |                         | 29.350                   |                          | 22.300                | 23.300           | 23.300                  |
| Limousine                                             | 27.300         | 27.800                 | 30.500                 | 31.300                  | 34.150–40.750            | 27.750                   | 25.400–28.800         | 26.000–28.900    | 26.000–28.900           |
| Pullman-Limousine                                     |                |                        |                        |                         |                          |                          | 28.800–32.600         | 29.100–33.100    | 29.100–33.100           |
| Geschäfts-Limousine                                   |                |                        |                        |                         |                          |                          | 26.900                | 28.400           | 28.400                  |
| Coupé-Limousine                                       | 26.300         | 26.300–28.000          |                        |                         |                          |                          |                       |                  |                         |
| Landaulet                                             |                | 26.300–28.000          |                        |                         | 35.500                   |                          |                       | 33.000           | 33.000                  |
| Roadster                                              |                |                        |                        |                         | 39.000                   |                          |                       |                  |                         |
| Umrechnungsfaktor des damaligen Franc in heutige Euro | 1,08089        | 0,99265                | 0,86857                | 0,81067                 | 0,61570                  | 0,59317                  | 0,55273               | 0,55273          | 0,57905                 |